# 施普龍巴赫河
51°55′48″N 8°33′32″E / 51.93000°N 8.55889°E

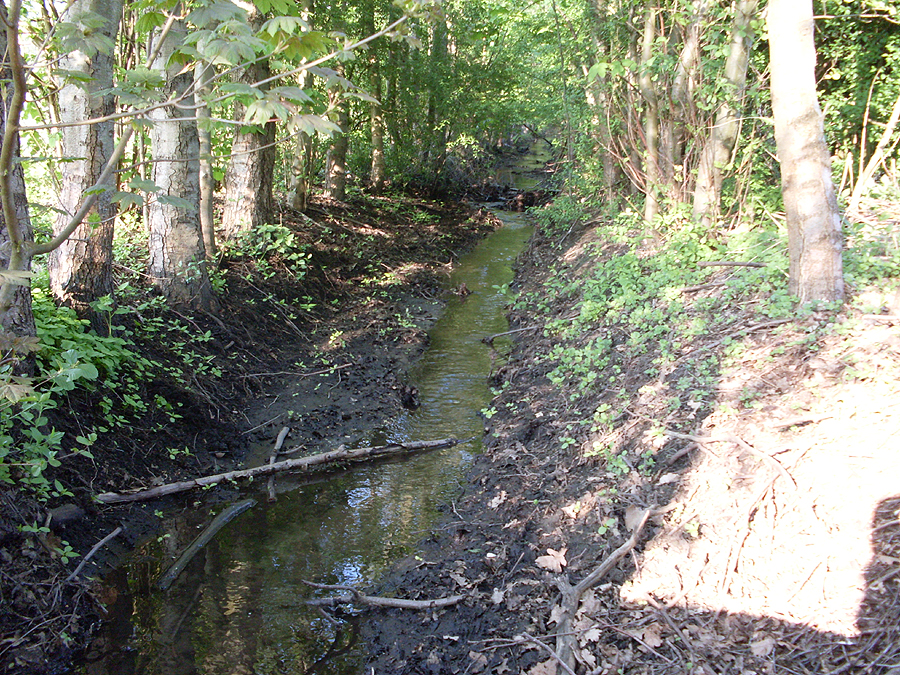

施普龍巴赫河（德語：Sprungbach），是德國的河流，位於該國西部，處於北萊茵-威斯特法倫州，屬於達爾克河的左支流，河道全長4.1公里，流域面積7.5平方公里。